# Guido de Santi
Guido de Santi (Trieste, 16 de maig de 1923 - Trieste, 30 d'octubre de 1998) va ser un ciclista italià, que fou professional entre 1946 i 1957. Conegut com el Fuggitivo Pazzo, en el seu palmarès destaquen dues victòries d'etapa del Giro d'Itàlia, el 1949 i 1951, i la general de la Volta a Alemanya de 1951.

## Palmarès
- 1949
  - 1a a la Milà-Mòdena
  - Vencedor d'una etapa del Giro d'Itàlia
- 1951
  - 1r a la Volta a Alemanya i vencedor d'una etapa
  - 1r a la Tre Valli Varesine
  - Vencedor d'una etapa del Giro d'Itàlia
  - Vencedor d'una etapa de la Roma-Nàpols-Roma
- 1953
  - Vencedor de 2 etapes dels Tres dies d'Alemanya
  - Vencedor d'una etapa de la Roma-Nàpols-Roma
- 1954
  - Vencedor d'una etapa de la Roma-Nàpols-Roma

### Resultats al Tour de França
- 1948. Abandona (4a etapa).
- 1949. 55è de la classificació general.
- 1950. Abandona (3a etapa).

### Resultats al Giro d'Itàlia
- 1947. 37è de la classificació general.
- 1948. 31è de la classificació general.
- 1949. 42è de la classificació general. Vencedor d'una etapa
- 1950. 50è de la classificació general.
- 1951. 65è de la classificació general. Vencedor d'una etapa
- 1952. 70è de la classificació general.
- 1953. 8è de la classificació general.
- 1954. 56è de la classificació general.
- 1956. 19è de la classificació general.